# Lion - La strada verso casa
Lion - La strada verso casa (Lion) è un film del 2016 diretto da Garth Davis.
Basato sul libro di memorie La lunga strada per tornare a casa, il film racconta la storia vera di Saroo Brierley che è interpretato da Dev Patel. Del cast fanno parte anche Rooney Mara, David Wenham e Nicole Kidman. Il film è stato presentato in anteprima mondiale al Toronto International Film Festival del 2016, classificandosi al 2º posto al Premio del Pubblico.

## Trama
Khandwa, India centrale, 1986 - Saroo, cinque anni, secondogenito di una famiglia molto povera, che sopravvive con il suo fratello maggiore Guddu raccogliendo metalli di scarto, chiede all'altro di poter lavorare di notte in una stazione nei pressi del loro villaggio natale. Saroo, stanco ed esausto, viene lasciato per qualche ora a dormire su una panchina ma al risveglio non trova nessuno. Alla ricerca del fratello, il bambino sale erroneamente su un treno deserto che parte e non fa sosta, conducendolo a Calcutta distante circa 1600 chilometri.
Sperduto nella caotica metropoli, non parlando la locale lingua bengali, Saroo sopravvive in strada. Ospitato da gente di malaffare riesce a fuggire, per poi essere notato da un giovane impiegato che parla la sua lingua hindi e che lo porta a un commissariato perché, attraverso la pubblicazione della sua foto sui giornali, qualcuno possa riconoscerlo. Saroo è uno delle migliaia di bambini abbandonati e non gli resta che la strada dell'orfanotrofio, dove gli ospiti vengono trattati assai rudemente. Giunge un giorno un'assistente sociale, la quale si è interessata al suo caso grazie alla foto, trovando presto una coppia di australiani disposti ad adottarlo. Saroo parte alla volta di Hobart in Tasmania, dove cresce e diventa adulto.
All'età di 27 anni Saroo è uno studente universitario a Melbourne, con numerosi amici e affetti anche indiani, ma non ha dimenticato le sue radici e la sua famiglia, per la quale prova un senso di colpa a causa della sua sparizione. In seguito alle insistenze della sua ragazza, il giovane inizia a fare delle ricerche attraverso Google Earth, alla disperata ricerca del suo villaggio natale basandosi sui suoi ricordi sbiaditi, finché riconosce da un'immagine satellitare ciò che sembra la stazione di partenza. Decide così di partire per l'India, raggiungendo il villaggio d'origine. Ritrova la sua vecchia abitazione e chiedendo a delle persone, viene infine condotto da sua madre. I due si ricongiungono tra le lacrime; Saroo ritrova anche sua sorella; apprende che suo fratello era morto in un incidente il giorno stesso in cui lui si è perso, e che il suo nome pronunciato correttamente è Sheru che in lingua Hindi significa leone.
Seguono i titoli di coda con un filmato autentico, in cui si incontrano le madri adottiva e biologica del vero Saroo.

## Produzione
Le riprese sono iniziate a gennaio 2015 a Calcutta, in India, e sono proseguite a metà aprile, in Australia, nelle città di Melbourne e Hobart.

## Distribuzione
Il film è stato presentato in anteprima mondiale il 10 settembre 2016 al Toronto International Film Festival e successivamente al London Film Festival e alla Festa del Cinema di Roma. È stato distribuito nelle sale cinematografiche statunitensi il 25 novembre 2016 dalla The Weinstein Company, mentre in Australia la distribuzione è iniziata il 19 gennaio 2017, e in Italia è stato distribuito il 22 dicembre 2016.

## Colonna sonora
Per il film Sia ha composto il brano Never Give Up, pubblicato come singolo promozionale.
La colonna sonora è stata composta da Dustin O'Halloran e Hauschka ed è stata candidata per la migliore colonna sonora originale agli Oscar 2017.

## Riconoscimenti
- 2017 - Premio Oscar
  - Candidatura per Miglior film
  - Candidatura per il Miglior attore non protagonista a Dev Patel
  - Candidatura per la Miglior attrice non protagonista a Nicole Kidman
  - Candidatura per la Miglior sceneggiatura non originale a Luke Davies
  - Candidatura per la Miglior fotografia a Greig Fraser
  - Candidatura per la Miglior colonna sonora a Dustin O'Halloran e Hauschka
- 2017 - Golden Globe
  - Candidatura per il Miglior film drammatico
  - Candidatura per il Miglior attore non protagonista a Dev Patel
  - Candidatura per la Migliore attrice non protagonista a Nicole Kidman
  - Candidatura per la Migliore colonna sonora originale a Volker Bertelmann, Dustin O'Halloran
- 2017 - Premio BAFTA
  - Miglior attore non protagonista a Dev Patel
  - Miglior sceneggiatura non originale a Luke Davies
  - Candidatura per la Miglior attrice non protagonista a Nicole Kidman
  - Candidatura per la Miglior colonna sonora a Volker Bertelmann e Dustin O'Halloran
  - Candidatura per la Miglior fotografia a Greig Fraser
- 2016 - Mill Valley Film Festival
  - Premio del pubblico
- 2016 - Camerimage
  - Rana d'oro per la miglior fotografia a Greig Fraser
- 2016 - Chicago International Film Festival
  - Premio del pubblico
- 2016 - Hollywood Film Awards
  - Miglior attrice non protagonista a Nicole Kidman
- 2016 - Palm Springs International Film Festival
  - International Star Award a Nicole Kidman
- 2016 - Critics' Choice Movie Award
  - Candidatura per il Miglior film
  - Candidatura per il Miglior attore non protagonista a Dev Patel
  - Candidatura per la Migliore attrice non protagonista a Nicole Kidman
  - Candidatura per il Miglior giovane interprete a Sunny Pawar
  - Candidatura per la Miglior sceneggiatura non originale a Luke Davies
  - Candidatura per la Migliore colonna sonora a Dustin O'Halloran e Hauschka
- 2017 - Satellite Awards
  - Candidatura per il Miglior film
  - Candidatura per il Miglior attore non protagonista a Dev Patel
  - Candidatura per la Migliore attrice non protagonista a Nicole Kidman
  - Candidatura per la Miglior sceneggiatura non originale a Luke Davies
  - Candidatura per il Miglior montaggio a Alexandre de Francheschi
- 2017 - Screen Actors Guild Award
  - Candidatura per il Miglior attore non protagonista a Dev Patel
  - Candidatura per la Miglior attrice non protagonista a Nicole Kidman
- 2017 - Directors Guild of America Award[8]
  - Miglior regista di un'opera prima a Garth Davis
  - Candidatura per il Miglior regista cinematografico a Garth Davis
- 2017 - David di Donatello[9]
  - Candidatura per il Miglior film straniero